# Janusz Morkowski
Janusz Andrzej Morkowski (ur. 24 lipca 1932 w Buku, zm. 18 kwietnia 2022 w Poznaniu) – profesor Instytutu Fizyki Molekularnej Polskiej Akademii Nauk w Poznaniu, autor prac z zakresu fizyki ciała stałego i teorii magnetyzmu.

## Kariera naukowa
Ukończył studia z dziedziny fizyki na Wydziale Matematyki, Fizyki i Chemii Uniwersytetu im. Adama Mickiewicza w Poznaniu w 1955 roku.
Stopień doktora nauk matematyczno-fizycznych nadała mu Rada Naukowa Instytutu Fizyki PAN w roku 1960 na podstawie przedłożonej rozprawy doktorskiej Relaksacja spinowo-spinowa w ferromagnetykach.
Stopień naukowy docenta otrzymał w 1964 roku również w Instytucie Fizyki PAN na podstawie ogólnego dorobku naukowego oraz rozprawy habilitacyjnej Wpływ oddziaływań spinowych na szerokość linii rezonansu ferromagnetycznego.
Rada Państwa nadała mu w roku 1971 tytuł profesora nadzwyczajnego nauk fizycznych a w roku 1979 tytuł naukowy profesora zwyczajnego nauk fizycznych.
W latach 1956–2010 był pracownikiem Instytutu Fizyki Molekularnej Polskiej Akademii Nauk, Kierownikiem Zakładu Ferromagnetyków i Dyrektorem IFM PAN (1985–1991), wieloletnim członkiem, zastępcą przewodniczącego (1984–1986) oraz przewodniczącym (1999–2002) Rady Naukowej IFM PAN. W latach 1981–1986 i 1988–1993 był członkiem Sekcji Magnetycznej Międzynarodowej Unii Fizyki Czystej i Stosowanej. Organizator i przewodniczący wielu międzynarodowych konferencji, szkół i warsztatów, m.in. International Conference on Magnetism (1993), Physics of Magnetism (1975–1990). Był wybitnym badaczem z zakresu fizyki ciała stałego i magnetyzmu – pionierem badań teoretycznych w Polsce dotyczących metali ferromagnetycznych.

## Życie prywatne
Urodził się 24 lipca 1932 roku w Buku jako syn Józefa i Kazimiery zd. Aleksy. Od 1952 r. żonaty z Barbarą Morkowską zd. Adamanis (córką Franciszka Adamanisa) – dr astronomii (zm. 21 kwietnia 1982), z którą miał troje dzieci (Jerzy, Stanisław, Barbara). Zmarł 18 kwietnia 2022 roku. Jego pasją było wędkarstwo i Tatry.

## Odznaczenia
Za swoje osiągnięcia i wieloletnią pracę został odznaczony Medalem 30-lecia Polski Ludowej i Medalem 40-lecia Polski Ludowej, Krzyżem Kawalerskim Orderu Odrodzenia Polski oraz Złotym Krzyżem Zasługi.